# Dilfra & le insidie del karma
"Dilfra & Le insidie del Karma" è il primo romanzo del genere Fantasy scritto dall’emergente autrice italiana Francesca Liguori. 
Pubblicato nel 2025, il libro ha rapidamente catturato l'attenzione dei lettori per la sua trama avvincente, lo stile narrativo fluido e i temi profondi che affronta, tra cui il desiderio di crescita ed evoluzione, il bisogno di appartenenza e l’origine della figura del vampiro e del sempre più discusso Karma.

## Trama
La storia ruota attorno a Daniel, un personaggio complesso che, spinto da un forte desiderio di evoluzione, abbandona la sua vita per diventare un vampiro. 
Tuttavia, Daniel scopre presto di essere diverso dagli altri immortali e che la sua adesione alla casata di Dilfra, un castello eretto per ospitare famiglie di vampiri, è ostacolata da una terribile maledizione risalente al periodo in cui le divinità greco-romane governavano la Terra.

## Temi Principali
Il romanzo esplora diversi temi, tra cui:
- “Responsabilità e libero arbitrio”: Il conflitto tra la volontà del protagonista e i suoi doveri che lo pongono di fronte alla difficile scelta tra sé stesso e le persone che ama.

- “Crescita personale”: Il viaggio di Daniel rappresenta un percorso di crescita e auto-scoperta, dove l'autrice invita i lettori a riflettere sulle proprie scelte e sulle ripercussioni che queste possono avere.

- “Magia e Mitologia”: L’autrice riesce a mescolare elementi fantastici con la Mitologia Greca intrecciando le storie delle divinità con quelle dei suoi personaggi, rendendo la trama coinvolgente e accessibile per un ampio pubblico.

## Stile e Ricezione
Francesca Liguori è apprezzata per il suo stile di scrittura fluido e coinvolgente. La sua capacità di creare mondi dettagliati e personaggi ben sviluppati ha conquistato lettori di diverse età. 
"Dilfra & Le insidie del Karma" è stato accolto positivamente dai lettori, che ne hanno elogiato la profondità tematica e la capacità dell'autrice di affrontare questioni complesse in modo accessibile creando elementi distintivi non tradizionali relativi al mito del vampiro.